# ジェアン・トーメ
ジュアン・アントニオ・トーメ（Jean Antonio Tome、1989年9月5日 - ）は、ブラジルのサンパウロ出身の野球選手。右投げ右打ち。ブラジルの国内リーグアチバイアに所属している。

## 経歴
2007年から2009年までシアトル・マリナーズの傘下でプレーしていた。
2012年に第3回WBCのブラジル代表に選ばれた。